# Ректа (притока Лобжанки)
Ректа (біл. Рэкта) — річка в Климовицькому районі Могильовської області Білорусі, права притока річки Лабжанка (басейн Дніпра).
Довжина річки 11 км. Площа водозбору 69 км². Середній нахил водної поверхні 1,8 м/км. починається приблизно за 2 км в напрямку на схід від села Ректа. Впадає до Лабжанки за 0,8 км на північний захід від села Шумівка. Водозбір на південному сході Оршансько-Могильовської рівнини. Русло частково каналізоване.
Біля річки розташовані населені пункти Ректа, Чепельки, Павловичі, Лозовиця, Шумівка. Біля села Лозовиця на річці є ставок.